# Nathalie Tauziat
Nathalie Tauziat (ur. 17 października 1967 w Bangi, Republika Środkowoafrykańska) – francuska tenisistka, finalistka Wimbledonu w grze pojedynczej, zdobywczyni Pucharu Federacji.

## Kariera tenisowa
Praworęczna zawodniczka, z klasycznym jednoręcznym bekhendem, prezentowała ofensywny styl „serwis-wolej”. Najlepsze wyniki, w tym finał wielkoszlemowy i awans do czołowej dziesiątki rankingu, osiągnęła po ukończeniu 30. roku życia.
Pierwszy turniej w grze pojedynczej wygrała w 1990 w Bajonnie, pokonując w finale Niemkę Anke Huber. W 1991 na kortach im. Rolanda Garrosa (French Open) była w ćwierćfinale (pierwszy awans do tej rundy w Wielkim Szlemie). W latach 1990–1993 regularnie kończyła sezony w najlepszej dwudziestce na świecie i występowała w turnieju Masters (WTA Tour Championships). W 1995 wygrała swój pierwszy turniej na nawierzchni trawiastej, w angielskim Eastbourne.
Po kilku latach słabszych wyników (chociaż wciąż pozostawała w najlepszej setce rankingu) w 1997 zaliczyła swój drugi ćwierćfinał na Wimbledonie (poprzedni w 1992); awans do ćwierćfinału nastąpił w niecodziennych okolicznościach. W meczu przeciwko rodaczce Sandrine Testud miała w trzecim secie do obrony dwie piłki meczowe, gdy rywalizację przerwał deszcz; po wznowieniu gry Tauziat wygrała cztery piłki z rzędu, a następnie cały zacięty pojedynek 4:6, 7:5, 12:10. Udana dalsza część sezonu pozwoliła Francuzce wrócić do najlepszej dwudziestki i po kilkuletniej przerwie awansować do turnieju Masters, w którym pokonała dwie znacznie wyżej notowane rywalki – Amandę Coetzer z RPA i Ivę Majoli z Chorwacji (aktualną mistrzynię French Open), docierając do półfinału. Przyczyniła się również do pierwszego triumfu Francji w Pucharze Federacji, pozostając niepokonana w 1997 w meczach pucharowych zarówno w grze pojedynczej, jak i podwójnej; w meczu I rundy przeciwko Japonii ustanowiła rekord – pokonała Naoko Sawamatsu 7:5, 4:6, 17:15, a decydujący set, a także cały mecz były najdłuższe w historii Pucharu Federacji (w singlu).
Rok 1998 przyniósł największy sukces w karierze Nathalie Tauziat. W swoim czterdziestym trzecim starcie w turnieju wielkoszlemowym dotarła do finału Wimbledonu, pokonując po drodze m.in. rodaczkę Julie Halard-Decugis, Brytyjkę Samanthę Smith, rozstawioną z dwójką Amerykankę Lindsay Davenport i w półfinale po zaciętym pojedynku Białorusinkę Natallę Zwierawą. W decydującym meczu nie sprostała innej weterance, Czeszce Janie Novotnej, 4:6, 6:7. W dalszej części sezonu była jeszcze m.in. w IV rundzie US Open, gdzie Davenport wzięła rewanż. Jesienią 1998 w serii halowych turniejów europejskich była kolejno w półfinale Pucharu Wielkiego Szlema (ponownie pokonała Davenport, uległa Venus Williams), ćwierćfinale w Filderstadt (porażka z Davenport), półfinale w Zurychu (porażka z V. Williams), półfinale w Luksemburgu (porażka z Silvią Fariną), finale w Lipsku (porażka ze Steffi Graf), półfinale w Filadelfii (ponownie porażka z Graf) i ćwierćfinale WTA Tour Championships (porażka z Davenport). Wyniki te zapewniły jej pierwszy w karierze awans do czołowej dziesiątki rankingu światowego.
Kontynuowała udane występy w kolejnych sezonach. W 1999 wygrała dwa turnieje, w tym zaliczaną do tzw. Tier I (najwyższej kategorii po Wielkim Szlemie) imprezę w Moskwie. Przegrała w dwóch finałach turniejowych na trawie (Birmingham z Halard-Decugis, Eastbourne ze Zwierawą), a w ćwierćfinale Wimbledonu uległa Mirjanie Lučić. Na koniec sezonu 1999 po raz drugi w karierze osiągnęła półfinał Masters. W 2000 osiągnęła najwyższą pozycję w rankingu – nr 3, m.in. dzięki wygranej w halowym turnieju w Paryżu, gdzie w finale pokonała Serenę Williams. Była też w ćwierćfinale US Open, pokonując po drodze – po raz pierwszy w karierze – utytułowaną Hiszpankę Arantxę Sánchez Vicario.
W 2001 wygrała turniej w Birmingham. Była także – po raz piąty w karierze – w ćwierćfinale Wimbledonu, również jako najstarsza wielkoszlemowa ćwierćfinalistka od czasu Navrátilovej. Jako jedenasta zawodniczka w historii przekroczyła liczbę 600 zwycięstw w cyklu zawodowym. Zapewniła sobie także dziewiąty udział w turnieju Masters, po którym zdecydowała się zakończyć karierę singlową.
W 2002 kontynuowała jeszcze występy w wybranych turniejach deblowych. W październiku 2001 osiągnęła najwyższy ranking deblowy (nr 3 na świecie). Łącznie w karierze wygrała 25 turniejów deblowych, wystąpiła w siedmiu edycjach deblowego Masters (osiągając finały w 1997 i 1998). W początkowej fazie kariery tworzyła parę z Isabelle Demongeot, później głównie z Alexandrą Fusai. W grze mieszanej osiągnęła ćwierćfinał US Open w 1997, w parze z Kanadyjczykiem Danielem Nestorem.
W reprezentacji narodowej w Pucharze Federacji występowała w latach 1985–2001; wygrała 33 pojedynki, przegrała 21. Ponadto reprezentowała barwy Francji na trzech olimpiadach – Seul 1988, Barcelona 1992 i Atlanta 1996.
Oprócz bogatej, wieloletniej kariery Nathalie Tauziat znana była z protestu, jaki zgłosiła wobec głośnego stękania na korcie liderki tenisa światowego na początku lat 90. – Moniki Seles. Już pod koniec kariery Tauziat zdecydowanie krytykowała zainteresowanie mediów osobą Anny Kurnikowej, kreujące Kurnikową na ikonę popkultury bez względu na średnie (w grze pojedynczej) osiągnięcia sportowe.

## Finały turniejów WTA
| Legenda                | Legenda |
| ---------------------- | ------- |
| Wielki Szlem           |         |
| Igrzyska olimpijskie   |         |
| WTA Tour Championships |         |
| 1988 – 2008            |         |
| Kategoria I            |         |
| Kategoria II           |         |
| Kategoria III          |         |
| Kategoria IV           |         |
| Kategoria V            |         |

### Gra pojedyncza 22 (8-14)
| Końcowy wynik | Nr  | Data                 | Turniej     | Nawierzchnia | Przeciwniczka        | Wynik finału  |
| ------------- | --- | -------------------- | ----------- | ------------ | -------------------- | ------------- |
| Finalistka    | 1.  | 17 lipca 1988        | Nicea       | Ceglana      | Sandra Cecchini      | 5:7, 4:6      |
| Finalistka    | 2.  | 28 sierpnia 1988     | Mahwah      | Twarda       | Steffi Graf          | 0:6, 1:6      |
| Finalistka    | 3.  | 11 lutego 1990       | Wichita     | Twarda       | Dianne Van Rensburg  | 6:2, 5:7, 2:6 |
| Zwyciężczyni  | 1.  | 30 września 1990     | Bayonne     | Dywanowa     | Anke Huber           | 6:3, 7:6      |
| Finalistka    | 4.  | 13 października 1991 | Zurich      | Dywanowa     | Steffi Graf          | 4:6, 4:6      |
| Finalistka    | 5.  | 29 marca 1992        | San Antonio | Twarda       | Martina Navrátilová  | 2:6, 1:6      |
| Finalistka    | 6.  | 4 października 1992  | Bayonne     | Dywanowa     | Manuela Maleewa      | 7:6, 2:6, 3:6 |
| Zwyciężczyni  | 2.  | 7 listopada 1993     | Quebec      | Dywanowa     | Katerina Maleewa     | 6:4, 6:1      |
| Zwyciężczyni  | 3.  | 25 czerwca 1995      | Eastbourne  | Trawiasta    | Chanda Rubin         | 3:6, 6:0, 7:5 |
| Finalistka    | 7.  | 16 czerwca 1996      | Birmingham  | Trawiasta    | Meredith McGrath     | 6:2, 4:6, 4:6 |
| Zwyciężczyni  | 4.  | 16 czerwca 1997      | Birmingham  | Trawiasta    | Yayuk Basuki         | 2:6, 6:2, 6:2 |
| Finalistka    | 8.  | 19 października 1997 | Zurich      | Twarda       | Lindsay Davenport    | 6:7, 5:7      |
| Finalistka    | 9.  | 9 listopada 1997     | Chicago     | Dywanowa     | Lindsay Davenport    | 0:6, 5:7      |
| Finalistka    | 10. | 5 lipca 1998         | Wimbledon   | Trawiasta    | Jana Novotná         | 4:6, 6:7      |
| Finalistka    | 11. | 8 listopada 1998     | Lipsk       | Dywanowa     | Steffi Graf          | 3:6, 4:6      |
| Finalistka    | 12. | 13 czerwca 1999      | Birmingham  | Trawiasta    | Julie Halard-Decugis | 2:6, 6:3, 4:6 |
| Finalistka    | 13. | 19 czerwca 1999      | Eastbourne  | Trawiasta    | Natalla Zwierawa     | 6:0, 5:7, 3:6 |
| Zwyciężczyni  | 5.  | 24 października 1999 | Moskwa      | Dywanowa     | Barbara Schett       | 2:6, 6:4, 6:1 |
| Zwyciężczyni  | 6.  | 7 listopada 1999     | Lipsk       | Twarda       | Květa Hrdličková     | 6:1, 6:3      |
| Zwyciężczyni  | 7.  | 13 lutego 2000       | Paryż       | Dywanowa     | Serena Williams      | 7:5, 6:2      |
| Finalistka    | 14. | 24 lutego 2001       | Dubaj       | Twarda       | Martina Hingis       | 4:6, 3:6      |
| Zwyciężczyni  | 8.  | 17 czerwca 2001      | Birmingham  | Trawiasta    | Miriam Oremans       | 6:3, 7:5      |